# Narycia elegans
Narycia elegans är en fjärilsart som beskrevs av Stephens 1833. Narycia elegans ingår i släktet Narycia och familjen säckspinnare. Inga underarter finns listade i Catalogue of Life.